# 桑泰尔地区昂热斯特
桑泰尔地区昂热斯特（法語：Hangest-en-Santerre，法語發音：[ɑ̃ʒɛst ɑ̃ sɑ̃tɛʁ]）是法国上法蘭西大區索姆省的一个市镇，属于蒙迪迪耶区。

## 地理
桑泰尔地区昂热斯特（49°45'13"N, 2°36'21"E）面积15.08 平方千米，位于法国上法蘭西大區索姆省，该省份为法国北部沿海省份，北起加来海峡省和北部省，西接滨海塞纳省和大西洋英吉利海峡，南至瓦兹省，东临埃纳省。
与桑泰尔地区昂热斯特接壤的市镇（或旧市镇、城区）包括：阿尔维莱尔、达沃内斯库尔、弗雷努瓦昂绍塞、勒普莱西耶-罗赞维莱尔、勒凯内勒、三河镇。

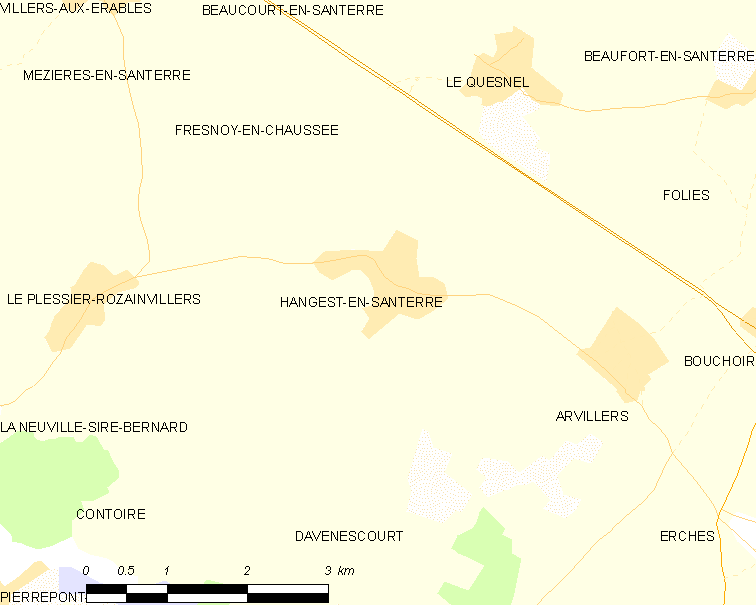
桑泰尔地区昂热斯特的OSM定位图

桑泰尔地区昂热斯特的时区为UTC+01:00、UTC+02:00（夏令时）。

## 行政
桑泰尔地区昂热斯特的邮政编码为80134，INSEE市镇编码为80415。

## 政治
桑泰尔地区昂热斯特所属的省级选区为莫勒伊县。

## 人口

1962-2008年间桑泰尔地区昂热斯特人口变化图示

桑泰尔地区昂热斯特于2022年1月1日时的人口数量为1024人。